# Hacking Team
Hacking Team es una compañía de tecnología de la información italiana, ubicada en Milán, que vende herramientas de vigilancia e intrusión ofensiva a gobiernos, agencias de aplicación de la ley y empresas. Sus «sistemas de control remoto» permiten el control de las comunicaciones de usuarios de internet, descifrar la criptografía de archivos y correos electrónicos, grabar llamadas de Skype y otras comunicaciones de VoIP, y activar remotamente micrófonos y cámaras en ordenadores y dispositivos móviles.
Hacking Team emplea alrededor de 40 personas en su oficina italiana, y tiene oficinas subsidiarias en Annapolis, Washington D. C. y Singapur. Sus productos son usados en docenas de países en seis continentes.
La compañía ha sido criticada por proporcionar estas funciones a gobiernos con bajos índices de derechos humanos. Hacking Team ha declarado que tienen la capacidad de deshabilitar su software si es utilizado de manera no ética.

## Capacidades
Hacking Team permite a sus clientes ejercer funciones de control remoto contra ciudadanos por medio de sus "sistemas de control remoto" (Remote Control Systems, RCS), incluyendo sus plataformas "Da Vinci" y "Galileo":
- Ocultar colección de correos electrónicos, mensajes de texto, historiales de llamadas telefónicas y agendas de contactos.
- Keylogger.
- Desproteger datos del historial de búsqueda y tomar pantallazos.
- Grabar audio de llamadas telefónicas.
- Activar cámaras de teléfono u ordenador.
- Hijacking de sistemas telefónicos de GPS para monitorear la ubicación del objetivo.
- Infectar ordenador de objetivo con firmware UEFI BIOS con rootkit.[8]
- Extraer contraseñas de WiFi.[9]
- Extraer monederos de Bitcoin y otras criptomonedas para recoger datos en cuentas locales, contactos e historias de transacción.[10]

## Controversias

### Implicaciones de derechos humanos
Hacking Team ha sido criticado por vender sus productos y servicios a gobiernos con bajos índices de derechos humanos, incluyendo Sudán, Baréin, Chile y Arabia Saudita.